# Fernand Petzl
Pour les articles homonymes, voir Petzl (homonymie).
Fernand Petzl (7 avril 1913 à Fourchambault- 1er juin 2003 à Saint-Martin-d'Hères) est un spéléologue français. Il a fondé la société Petzl mondialement reconnue pour ses inventions facilitant les explorations souterraines, puis l'escalade et l'alpinisme.

## Biographie
Fils d'un immigrant d'origine allemande (vivant en Roumanie jusqu'à 21 ans) et d'une mère française, il passe une grande partie de sa vie dans son village de Saint-Ismier (près de Grenoble) au pied de la Dent de Crolles, dans le massif de la Chartreuse.
Dès 1933, il participe avec Pierre Chevalier aux explorations spéléologiques du Trou du Glaz, situé dans ce massif.
C'est le début d'une grande aventure[Selon qui ?] dont le but sera d'améliorer les méthodes de progression de cette époque.
À partir de 1961, il participe activement à la vie de la Fédération française de spéléologie (FFS), particulièrement dans le domaine des secours.
Sa profession de mécanicien modeleur et son esprit inventif lui permettent de concevoir et de réaliser des équipements mécaniques pour l'exploration des gouffres.
Pour aller plus loin dans ses explorations souterraines, il réalise des prototypes afin de remonter les puits depuis le bas, d'améliorer les techniques de désobstruction, de franchir des cascades... Avec son compagnon Brenot alias «Kiki», auquel on doit les premières griffes métalliques nommées singes pour remonter sur corde, ils mettent au point les amarrages scellés au plomb et les premiers mâts d'escalade.
Cette créativité en marge de son activité artisanale, valorisée par une liaison permanente avec les spéléologues, le conduira plus tard, avec ses fils : Paul et Pierre, vers une grande réussite industrielle : la marque Petzl. Fernand Petzl commercialise puis améliore le descendeur et le bloqueur inventés par Bruno Dressler, puis développe l'éclairage spéléo avec allumage piézoélectrique. Les nouvelles techniques de progression qui se développent en parallèle rendent le spéléologue plus autonome dans les passages verticaux et l'affranchissent des attentes autrefois courantes au sein des équipes très hiérarchisées. Désormais plus réduites et plus efficaces, elles peuvent aller plus loin, plus profond, plus vite.
Son fils Paul ayant repris la direction de la société familiale, Fernand Petzl continue à concevoir des outillages et à réaliser des prototypes.
Il meurt le 1er juin 2003 des suites d'une longue maladie.

## Explorations souterraines
Fernand Petzl participe dès 1933 aux explorations du massif de la Dent de Crolles dans l'équipe de Pierre Chevalier. En 1947, l'interconnexion de plusieurs gouffres, forme un grand réseau et devient la cavité la plus longue et la plus profonde du monde.
Quelques années plus tard, il participe activement aux expéditions au gouffre Berger. En 1956, l'équipe dépasse les 1 000 mètres de profondeur dans un gouffre et établit le nouveau record mondial de l'époque : −1 122 m. Une des galeries du gouffre Berger porte son nom.
En 1961, il reprend les expéditions dans la Dent de Crolles avec Michel Letrône.

## Engagement fédéral en spéléologie
En 1952, Fernand Petzl encadre le deuxième stage technique de l'histoire spéléologique française, organisé par Pierre Chevalier à la Dent de Crolles.
En 1964, il crée le Comité départemental de spéléologie de l’Isère.
En 1970, les spéléologues de l'Isère, qui assurent déjà depuis 5 ans les secours souterrains, décident de se regrouper, de se structurer en association ressemblant à la SDMS (Société Dauphinoise de Secours en Montagne). La Société Spéléo Secours Isère (3SI) est née, Fernand Petzl en prend la tête et devient le premier coordinateur technique départemental auprès du préfet de l’Isère. Pendant 12 ans, il dirige les opérations et intervient dans 35 secours. Cette organisation servira de modèle au futur Spéléo Secours Français (SSF).

## Matériels et fabrication
En 1933, Fernand Petzl commence à fabriquer pour son usage des échelles de spéléologie. À cette époque, il n'y avait pas de fabricant de matériel spécifique à cette activité. Les spéléologues adaptaient du matériel existant, ou le fabriquaient eux-mêmes.
Il fabrique lui-même des échelles souples en grande quantité.
En 1968, Bruno Dressler lui apporte trois de ses inventions :  une poulie, le descendeur (système de poulies fixes à flasques) et le bloqueur sur corde. Il améliore et diffuse ces nouveaux produits.
Fernand Petzl travaille alors dans son atelier artisanal de 75 m2 situé au pied de la Dent de Crolles à Saint-Nazaire-les-Eymes.
En 1972, il met au point le premier bloqueur de sécurisation, le shunt.
En 1973, il transforme son affaire, avec ses fils, en entreprise « F. PETZL » qui conçoit et fabrique les premières lampes frontales : l'éclairage spéléo avec système d'allumage piézoélectrique, et une lampe électrique : « la Petzl » qui deviendra plus tard, la « ZOOM ».
Les activités de l'entreprise s'élargissent ensuite aux domaines de l'escalade, de la montagne, du canyoning, du matériel de sécurité, et aussi vers le grand public.

## Distinctions
Fernand Petzl a été fait membre d'honneur de la Fédération française de spéléologie (FFS).

## Sources et références
1. 1 2  (fr) Letrône, M. (2003) - « Fernand PETZL », ANAR Bull no 13, ANAR-FFS, Lyon, p. 4.
2. ↑  Sophie Cuenot et Hervé Bodeau, Petzl, la promesse des profondeurs, Éditions Guérin, 2012, 272 p. (ISBN 2352210658) .
3. ↑  « Notre histoire », sur petzl.fr (consulté le 10 novembre 2017).
4. ↑  La Dent de Crolles et son réseau souterrain, Comité départemental de spéléologie de l'Isère, 1997  (ISBN 2-902670-38-9), 303 p. [lire en ligne]

- le site du Club loisirs et plein air   « Fernand PETZL (1912 / 31 mai 2003) », sur le site du Club loisirs et plein air (C.L.P.A.), section spéléo, de Montpellier (consulté le 24 mars 2014).
- Le manuel technique de l'initiateur de l'École Française de Spéléologie : http://www.ecole-francaise-de-speleologie.com/doc/manuel_technique_initiateur/intro/intro.htm
- L'histoire des explorations du gouffre Berger : Baudouin Lismonde, Jo Berger (coll.), Gilbert Bohec (coll.), Louis Eymas (coll.), Georges Garby (coll.), Alain Marbach (coll.) et Aldo Sillanoli (coll.) (photogr. Éric Sanson), « Historique du Berger », sur cds38.org, Comité départemental de spéléologie de l’Isère (CDS38), corrigé 1997 (consulté le 11 novembre 2017).
- La Société Spéléo Secours Isère : http://www.sssi.fr